# Pré-RAVeL
Un pré-RAVeL est une initiative de l'association Chemins du rail, destinée à pallier la lenteur de l'établissement du Réseau RAVeL en Wallonie, lequel vise à établir un ensemble d'itinéraires piétons, cyclables et équestres sur les itinéraires d'anciens chemins de halage et voies de ferrées désaffectées.

## Pré-RAVeL, définition et conditions
Pour ne pas attendre la réalisation d’un RAVeL sur une ancienne ligne de chemin de fer, les communes, les intercommunales ou les parcs naturels peuvent entamer un pré-RAVeL, c’est-à-dire :
- le défrichage minimum ;
- le rétablissement des écoulements ;
- l’amélioration éventuelle de la surface

soit l'aménagement minimum permettant de faire passer un cycliste, un piéton ou un cavalier.
L'avantage de cette formule est qu'elle est relativement peu coûteuse, qu'elle peut être réalisée par les communes ou les intercommunales, et qu'elle bénéficie d'un impact très positif sur le public. Ces travaux devront être réalisés en coordination avec le Ministère wallon de l'Équipement et des Transports (MET) qui pourra éventuellement prendre en charge la réfection des ouvrages d'art. Il s'agit en effet d'organiser la mise à disposition de la ligne par la SNCB et de rester cohérent avec la concrétisation du futur RAVeL. Une fois le pré-RAVeL aménagé, il reviendra aux communes d'assurer l'entretien courant de cette voie verte.

## Exemples de pré-RAVeL
La ligne 115 et des sections désaffectées de la ligne 44 sont des pré-RAVeL.
Une nouvelle liaison vient d'être ouverte entre Court-Saint-Étienne et Genappe. Il est prévu qu'elle se prolonge en RAVeL en direction de Nivelles dans le courant de l'année 2009.